# کوبا (فیلم)
کوبا (انگلیسی: Cuba) فیلمی در ژانر اکشن به کارگردانی ریچارد لستر است که در سال ۱۹۷۹ منتشر شد.

## بازیگران
- شان کانری
- بروک آدامز
- جک وستون
- مارتین بالسام
- هکتور الیزوندو
- دنهلم الیوت
- کریس ساراندون
- آلخاندرو ری
- ارل کامرون
- راجر لوید-پک
- والتر گوتل
- وولف موریس
- لونت مک‌کی